# ای‌اف-اس دی‌ایکس نیکور ۱۸–۱۰۵میلی‌متر اف/۳٫۵–۵٫۶جی ئی‌دی وی‌آر
ای‌اف-اس دی‌ایکس نیکور ۱۸-۱۰۵میلی‌متر اف/۳٫۵-۵٫۶جی ئی‌دی وی‌آر (به انگلیسی: AF-S DX Nikkor 18-105mm f/3.5-5.6G ED VR) نام لنز دوربین عکاسی از نوع زوم است که توسط شرکت نیکون تولید می‌شود. فاصلهٔ کانونی این لنز ۱۸ تا ۱۰۵ میلی‌متر، دیافراگم آن دارای ۷ تیغه و ضریب اف آن اف ۳٫۵ تا اف ۲۲ است. این لنز در 2011 میلادی تولید و عرضه شده‌است.